# St. Lucie Village
St. Lucie Village ist eine Stadt im St. Lucie County im US-Bundesstaat Florida mit 590 Einwohnern (Stand: 2010). 

## Geographie
St. Lucie Village liegt am Atlantischen Ozean sowie am Indian River, der einen Teil des Intracoastal Waterway bildet. Die Stadt liegt etwa 100 km nördlich von West Palm Beach.

## Demographische Daten
Laut der Volkszählung 2010 verteilten sich die damaligen 590 Einwohner auf 284 Haushalte. Die Bevölkerungsdichte lag bei 281 Einw./km². 95,8 % der Bevölkerung bezeichneten sich als Weiße, 1,9 % als Afroamerikaner, 0,2 % als Indianer und 0,5 % als Asian Americans. 1,7 % gaben die Angehörigkeit zu mehreren Ethnien an. 4,6 % der Bevölkerung bestand aus Hispanics oder Latinos.
Im Jahr 2010 lebten in 23,1 % aller Haushalte Kinder unter 18 Jahren sowie 29,6 % aller Haushalte Personen mit mindestens 65 Jahren. 63,5 % der Haushalte waren Familienhaushalte (bestehend aus verheirateten Paaren mit oder ohne Nachkommen bzw. einem Elternteil mit Nachkomme). Die durchschnittliche Größe eines Haushalts lag bei 2,27 Personen und die durchschnittliche Familiengröße bei 2,69 Personen.
19,0 % der Bevölkerung waren jünger als 20 Jahre, 16,1 % waren 20 bis 39 Jahre alt, 38,8 % waren 40 bis 59 Jahre alt und 26,1 % waren mindestens 60 Jahre alt. Das mittlere Alter betrug 50 Jahre. 49,7 % der Bevölkerung waren männlich und 50,3 % weiblich.
Das durchschnittliche Jahreseinkommen lag bei 55.313 $, dabei lebten 6,2 % der Bevölkerung unter der Armutsgrenze.
Im Jahr 2000 war Englisch die Muttersprache von 96,64 % der Bevölkerung und spanisch sprachen 3,36 %.

## Sehenswürdigkeiten
Am 1. Dezember 1989 wurde der St. Lucie Village Historic District in das National Register of Historic Places eingetragen.

## Verkehr
St. Lucie Village wird vom U.S. Highway 1 tangiert und von den Gleisen der Florida East Coast Railway durchquert. Wenige Kilometer westlich befindet sich der St. Lucie County International Airport.